# Wasei-kango
Wasei-kango (tiếng Nhật: 和製漢語; n.đ. 'từ vựng chữ Hán được tạo ra ở Nhật Bản') là những từ tiếng Nhật được tạo thành bằng cách ghép nhiều hình vị tiếng Trung Quốc với nhau. Các từ ngữ này được sáng tạo ở Nhật Bản, là từ ngữ tiếng Nhật thay vì được mượn từ tiếng Hán. Wasei-kango được viết bằng chữ Hán tiếng Nhật và được phát âm theo lối On'yomi (phỏng theo cách phát âm tiếng Hán). Mặc dù có nhiều từ ngữ Wasei-kango thuộc bộ từ vựng Hán–Nhật vốn dùng chung cho tiếng Nhật và tiếng Hán, nhiều từ Wasei-kango khác lại không hề tồn tại trong tiếng Hán, mà số còn lại thì dù có trong tiếng Hán nhưng lại có nghĩa rất khác. Nhiều từ vựng Hán–Nhật theo lối Wasei-kango được giới học giả Trung Hoa vay mượn và đưa vào tiếng Hán.
Thời Minh Trị Duy Tân, từ Nhật Bản đã được phát minh hàng loạt để chỉ các khái niệm phương Tây như cách mạng (革命 kakumei) hoặc dân chủ (民主 minshu) chẳng hạn. Đến cuối thế kỷ 19, nhiều thuật ngữ này đã được mang về Trung Quốc (Nhà Thanh), Triều Tiên, và Việt Nam. Một số người cho rằng vì hình thức của các từ hoàn toàn giống với các từ vựng trong tiếng Hoa bản địa, người Trung Quốc thường không nhận ra rằng những từ này xuất xứ từ Nhật Bản.

## Lịch sử

### Minh Trị Duy Tân
Trong thời kỳ Minh Trị Duy Tân của cuối thế kỷ 19, các học giả Nhật Bản phát hiện ra rằng họ phải bổ sung từ mới để dịch các khái niệm được nhập từ châu Âu.

## Ví dụ cụ thể
- văn hoá (文化 ?)
- văn minh (文明 ?)
- dân tộc (民族 ?)
- tư tưởng (思想 ?)
- pháp luật (法律 ?)
- kinh tế (経済 ?)
- tư bản (資本 ?)
- giai cấp (階級?)
- cảnh sát (警察 ?)
- phân phối (分配 ?)
- tôn giáo (宗教 ?)
- triết học (哲学 ?)
- lý tính (理性 ?)
- cảm tính (感性 ?)
- ý thức (意識 ?)
- chủ quan (主観 ?)
- khách quan (客観 ?)
- khoa học (科学 ?)
- vật lý (物理 ?)
- hoá học (化学 ?)
- phân tử (分子 ?)
- nguyên tử (原子 ?)
- chất lượng (質量 ?)
- thời gian (時間 ?)
- không gian (空間 ?)
- lý luận (理論 ?)
- văn học (文学 ?)
- điện thoại (電話 ?)
- mỹ thuật (美術 ?)
- hỷ kịch (喜劇 ?)
- bi kịch (悲劇 ?)
- xã hội chủ nghĩa (社会主義 ?)
- cộng sản (共産 ?)
- cán bộ (幹部 ?)